# Кастилья, Рамон
Рамон Кастилья-и-Маркесадо (исп. Ramón Castilla y Marquesado; 31 августа 1797 — 25 мая 1867) — перуанский государственный деятель, Великий Маршал Перу (1828). Президент Перу: 1-й раз занимал этот пост с 20 апреля 1845 по 20 апреля 1851, 2-й раз — с 5 января 1855 по 24 октября 1862 (временно находясь в изгнании с 1 мая 1854 по 25 октября 1858), и в 3-й раз с 3 по 9 апреля 1863 (временно занимал пост после смерти президента Мигеля де Сан-Роман и Меца).

## Биография
Родился в провинции Тарапака в семье Педро Кастилья испано-аргентинского происхождения и его супруги Хуаны Маркезадо де Ромеро, в жилах которой присутствовала кровь аймара.
Сражался в войне за независимость, в том числе и в сражении при Аякучо. В 1825 году Боливар назначил его губернатором его родной провинции Тарапака. В 1833 году Кастилья женился на Франсиске Диес Кансеко. В 1839 году участвовал в битве при Юнгае войны Перуано-Боливийской конфедерации с Чили, затем занял пост министра финансов и военного министра в правительстве Августина Гамарры. После гибели президента Гамарры в 1841 году Кастилья принял активное участие в трёхлетней смуте и к февралю 1844 году получил фактическую власть над страной, а в 1845 году был избран президентом Перу. Подписал договор с британской компанией Antony Gibbs о продаже гуано в Европе. Была построена первая железная дорога от Лимы до Кальяо.
После шестилетнего, благоприятного для Перу управления, Кастилья в 1851 году ушёл с поста по результатам новых выборов, однако уже в 1854 году возглавил восстание против президента Эченике и в 1855—1862 годах снова был президентом, проводя либеральный курс (в частности, благодаря Кастилье в Перу было отменено рабство). В 1859 году вступил в конфронтацию с соседним Эквадором из-за спорной территории, граничащей с Амазонкой. Кастилье не удалось добиться окончательного соглашения с Эквадором о границе. В декабре 1860 года была принята новая конституция, которая была высшим законом Перу до 1920 года. Была реорганизована почтовая служба. В 1862 году его сменил Мигель де Сан-Роман.
В 1864 году Кастилья осудил международную политику президента Хуана Песета и был заключен в тюрьму, а затем сослан в Гибралтар. После того, как он вернулся в Перу, его снова депортировали в Чили по приказу тогдашнего президента Мариано Игнасио Прадо. В последней попытке вернуть себе власть в пятый раз Кастилья, которому было почти семьдесят, и группа ее последователей высадились в Писагуа и двинулись в сторону пустыни Тивиличе. Однако эта последняя попытка оказалась фатальной, и 30 мая 1867 года Кастилья умер в своей последней попытке пройти через юг Перу.

## Память
Был похоронен в роскошном мавзолее, воздвигнутом на кладбище Пресбитеро Маэстро. В 1915 году на площади Пласолета-де-ла-Мерсед в Лиме поставлен памятник. В 1969 году на площади Унион там же — второй. Кастилья был изображён на банкноте в 100 инти Центрального резервного банка Перу (в обращении 1985-91 гг.).
Памятник Рамону Кастилья-и-Маркесадо был открыт в июле 2021 года в Киеве, на улице Бульварно-Кудрявской.